# Andrés Atayde Rubiolo
Andrés Atayde Rubiolo (Ciudad de México, 1 de febrero de 1985) es un político mexicano, militante del Partido Acción Nacional. De 2015 a 2018, fue diputado local plurinominal. Fue presidente del PAN capitalino de 2018 a 2024.

## Biografía
Hijo de Andrés Atayde Pacheco y Catalina Rubiolo (originaria de Argentina), nació en el seno de una familia circense. Su abuelo es hijo del fundador del famoso Circo Atayde Hermanos, el cual se fundó el 26 de agosto de 1888 (a finales del siglo XIX durante la época del Porfiriato) en México.

### Estudios y formación
Estudió la Licenciatura de Economía y Ciencia Política en el Instituto Tecnológico Autónomo de México (ITAM). Además, tiene una maestría en Gobierno y Políticas Públicas por parte de la Universidad Panamericana. Actualmente cursa la Maestría en Administración de Empresas en el ITAM.

## Trayectoria política
A los diecisiete años de edad, en 2003, cuando estudiaba el último año de bachillerato en un colegio marista, ingresó a las filas del Partido Acción Nacional, influido en parte por el también panista y diplomático Tarcisio Navarrete.
Empezó su carrera política como dirigente juvenil en su natal Benito Juárez. En el 2005, trabajó como asesor en el Seguro Popular, entonces casi recién creado durante la administración del expresidente Vicente Fox. Después, fue electo Secretario Regional de Acción Juvenil del año 2010 al 2013.
Entre 2012 y 2015 fungió de director de Servicios Médicos y Sociales en la hoy alcaldía Benito Juárez. Tras las elecciones intermedias locales del 2015, se desempeñó como asambleísta local por el principio de representación proporcional de la VII Legislatura de la Asamblea Legislativa del Distrito Federal (ALDF) para el periodo 2015-2018.

### Diputado a la Asamblea Legislativa del D. F.
En la última legislatura de la Asamblea Legislativa que dio paso al Congreso de la Ciudad de México tras la Reforma Política del 2016, Atayde Rubiolo presidió la Comisión de Hacienda. Ahí mismo, conoció a sus homólogos Israel Betanzos y Nora Arias, actuales dirigentes locales de los partidos Revolucionario Institucional y de la Revolución Democrática, respectivamente.
En 2018, fue elegido Presidente del PAN de la Ciudad de México para el trienio 2018-2021, sucediendo a Mauricio Tabe Echartea. El 15 de septiembre de 2021, informó que solicitó licencia como líder local para buscar su reelección al frente del PAN CDMX, siendo reelecto para un periodo más hasta 2024 tras los resultados entregados en la elección del 2021 en la Ciudad.